# 何起鳴
何起鳴（1531年—1590年12月14日），字應岐，號來山，四川成都府內江縣人，明朝政治人物。累官工部尚书。

## 生平
治春秋，行一，由縣學附學生中式四川鄉試第三十四名舉人，年二十九歲中式嘉靖三十八年（1559年）己未科會試一百五十七名，廷试三甲一百十八名進士。次年除授陜西西安府盩厔縣知縣，四十三年七月選授禮科給事中，四十四年七月陞工科右給事中，四十五年四月陞戶科左給事中。隆慶元年四月陞禮科都給事中，三年八月陞順天府府丞，給假回籍。萬曆元年十月補太僕寺少卿。三年五月陞大理寺少卿，十月陞南京太僕寺卿，四年四月，改南京光祿寺卿，五月，陞都察院右僉都御史，巡撫貴州。七年四月陞副都御史，巡撫山東。九年二月陞大理寺卿，四月陞工部右侍郎。十年八月，歷三品俸三年考滿。十三年六月陞本部尚書。十五年二月奏准給假省親。十六年十二月，接邸報，奉旨遇缺推用，又蒙巡撫四川佥都御史疏薦起用，不幸丁父祥憂制，哀慟傷脾，於十八年十一月十八日在家病故。

## 家族
曾祖何鼒；祖何宗義；父何祥，貢士；母楊氏。重慶下，妻湯氏，弟謙鳴；鸞鳴。